# Геруда
Геруда (другие варианты имени — Герута, Герут, Гертруда, Грюта) — персонаж легенды о Гамлете, королева ютов, жена Хорвендила и мать Амледа. Стала прототипом шекспировского персонажа Гертруды.

## История персонажа
Геруда впервые появляется в «Деяниях данов» Саксона Грамматика. Это дочь короля данов Хрёрика Метателя Колец и жена короля ютов Хорвендила, от которого она родила сына Амледа. Брат Хорвендила Фенго убил его, занял престол и женился на Геруде. Позже Амлед убил Фенго, а мать обличил как виновную в кровосмешении. В следующей книге Саксон Грамматик упоминает отчима Амледа по имени Виглет, который после смерти Хрёрика стал королём данов и начал притеснять Геруду, лишив её власти и богатства.
У Саксона Грамматика ничего не говорится о возможной связи между Герудой и Фенго при жизни Хорвендила. Этот мотив появился в пятой книге «Трагических историй» Франсуа Бельфоре, впервые опубликованной во Франции в 1576 году. В то же время в изображении Бельфоре Геруда энергично помогает сыну отомстить за Хорвендила.
Геруда стала персонажем пьесы неизвестного английского драматурга, написанной и поставленной в конце XVI века. Она занимает важное место в трагедии Уильяма Шекспира «Гамлет, принц датский» (написана в 1599—1601 годах), где носит имя Гертруда. При этом в художественном фильме 2022 года «Варяг», основанном на раннем варианте легенды об Амледе, мать главного героя зовут Гудрун.